# 康奇礁 (佛羅里達州)
康奇礁（英語：Conch Key）是位於美國佛羅里達州門羅縣的一個非建制地區。該地的面積和人口皆未知。

## 地理
康奇礁的座標為25°47′20″N 80°53′20″W / 25.78889°N 80.88889°W，而該地的平均海拔高度為1米（即3英尺）。